# Zăuan, Sălaj
Zăuan (în maghiară Szilágyzovány) este un sat în comuna Ip din județul Sălaj, Transilvania, România.
Obiective turistice: Biserica Reformată construită în 1680  turnul bisericii este din anul 1784 

## Note

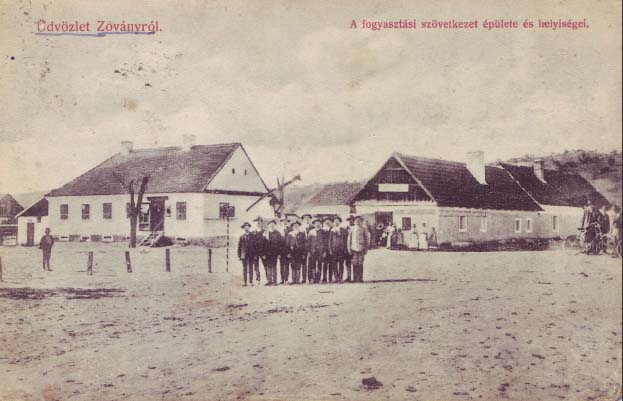
Clădirile cooperativei de consum pe o carte poștală ilustrată de la începutul secolului 20.